# Wilhelm Funder
Wilhelm Funder (* 18. Oktober 1919 in Köln; † unbekannt) war ein deutscher Historiker und als Vertreter der DDR-Blockpartei NDPD Abgeordneter der Volkskammer der DDR.

## Leben
Funder war der Sohn eines Schreiners aus dem Kölner Stadtteil Mengenich, studierte nach dem Besuch der Oberrealschule Geschichte und Philologie in Köln. 1939 wurde er zur Wehrmacht einberufen, in der er 1942 zum Unteroffizier ernannt wurde. Im Juli 1944 geriet Funder in sowjetische Gefangenschaft, aus der er 1948 entlassen wurde. Während der Gefangenschaft war er Absolvent einer Antifa-Schule. 1949 trat Funder in die NDPD ein und fand zunächst als Lehrer an der zentralen Parteischule der NDPD in Waldsieversdorf eine Anstellung. Zwischen 1952 und 1955 absolvierte er ein Fernstudium an der Deutschen Akademie für Staats- und Rechtswissenschaft, welches er 1955 als Diplomstaatsrechtler beendete. 1953 erfolgte Funders Ernennung zum Rektor der mittlerweile in Hochschule für Nationale Politik umbenannten zentralen Bildungseinrichtung der NDPD. In dieser Funktion verblieb Funder bis 1963, anschließend wurde er von Eberhard Lonscher abgelöst. Funder war jedoch weiterhin Mitarbeiter der Schule, er leitete nun den Lehrstuhl für Deutsche Geschichte.

## Politik
Funder wurde 1949 Mitglied der in der Sowjetischen Besatzungszone neugegründeten NDPD. Durch seine Position als Rektor der zentralen Parteischule rückte er 1953 in den Hauptausschuss der NDPD auf, dem er bis 1963 angehörte. Von 1957 bis 1960 fungierte er als Vorsitzender der NDPD im Bezirk Frankfurt (Oder). In den beiden Wahlperioden von 1954 bis 1958 und von 1958 bis 1963 war er Mitglied der NDPD-Fraktion in der Volkskammer der DDR. Zwischen 1966 und 1981 war Funder Vorsitzender der Urania im Bezirk Frankfurt/Oder.

## Ehrungen
- 1956 Vaterländischer Verdienstorden in Bronze[2]
- 1989 Vaterländischer Verdienstorden in Gold[3]

## Schriften (Auswahl)
- Die Oder-Neisse-Grenze, eine Grenze des Friedens. Berlin 1952.
- Freiherr vom Stein. Leipzig, Jena, 1954.
- (mit Günter Wirth): Deutsches Vermächtnis. Leipzig, Jena, Berlin, 1962.